# محمد عشيق
محمد عشيق ملاكم مغربي، ولد 1 فبراير 1965، فاز بالميدالية البرونزية في الألعاب الأولمبية الصيفية سنة 1992 المقامة ببرشلونة، (إسبانيا) في وزن الديك، (57 كغ).

## نتيجة الأولمبيات
- فاز أمام ديتر بيرغ (ألمانيا) 3-0
- فاز أمام سليمان زينغلي (الجزائر) 12-8
- فاز أمام ريميجيو مولينا (الأرجنتين) 15-5
- خسر أمام جويل كاسامايور (كوبا) تيكاو 1

## وصلات خارجية
- محمد عشيق على موقع أوليمبيديا (الإنجليزية)